# Eternal Prisoner
Eternal Prisoner è il terzo album in studio del gruppo musicale tedesco Axel Rudi Pell, pubblicato nel 1992.

## Tracce
1. Streets of Fire – 5:08 (testo: Jeff Scott Soto – musica: Axel Rudi Pell)
2. Long Time – 4:15 (testo: Axel Rudi Pell, Jeff Scott Soto – musica: Axel Rudi Pell)
3. Eternal Prisoner – 7:32 (Axel Rudi Pell)
4. Your Life (Not Close Enough To Paradise) – 5:05 (Axel Rudi Pell)
5. Wheels Rolling On – 4:46 (testo: Jeff Scott Soto – musica: Axel Rudi Pell)
6. Sweet Lil' Suzie – 7:12 (testo: Jeff Scott Soto – musica: Axel Rudi Pell)
7. Dreams Of Passion – 4:33 (musica: Axel Rudi Pell)
8. Shoot Her To The Moon – 4:36 (testo: Axel Rudi Pell, Jeff Scott Soto – musica: Axel Rudi Pell)
9. Ride The Bullet – 4:16 (testo: Axel Rudi Pell, Jeff Scott Soto – musica: Axel Rudi Pell)

Durata totale: 47:23

## Formazione
- Axel Rudi Pell – chitarra
- Jeff Scott Soto – voce
- Kai Raglewski – tastiere
- Volker Krawczak – basso
- Jörg Michael – batteria